# 말하는 북

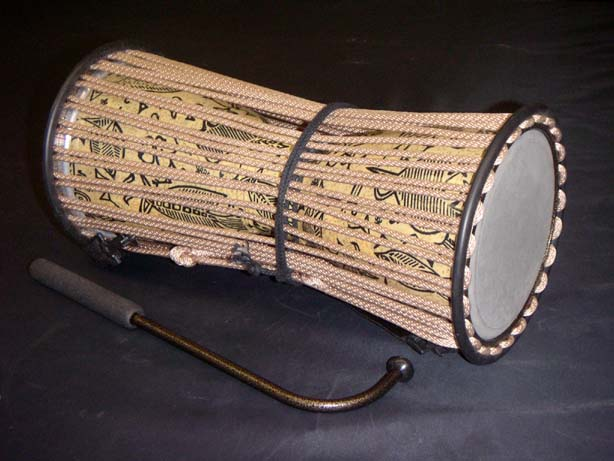
토킹 드럼

말하는 북 또는 토킹 드럼(talking drum)은 서아프리카의 모래시계 모양의 북으로서, 인간 음성의 성조와 운율을 모방하도록 음높이를 조절할 수 있다. 2개의 북 가죽이 가죽 텐션 코드에 의해 연결되어 있어서 연주자는 암과 보디 간의 코드를 잡아당김으로써 드럼의 음높이를 조절할 수 있다. 숙련된 연주자는 모든 음악 구절을 연주할 수 있다. 대부분의 말하는 북들은 연주하는 방식에 따라 사람의 콧노래와 같은 소리를 낸다. 비슷한 모래시계 모양의 드럼들이 아시아에서 관찰되지만 이들은 음성을 흉내내지는 않고 이다카를 사용하여 성악을 흉내낸다.

## 서아프리카에서의 명칭
| 아칸어 (Fante, Twi, Baoule)  | Dondo, Odondo       |
| 밤바라어, 보조어, 디울라어   | Tamanin             |
| 다그바니어, 구룬시어, 무어어 | Lunna, Donno        |
| 풀라어                       | Mbaggu, Baggel      |
| 하우사어                     | Kalangu, Dan Kar'bi |
| 송하이어                     | Doodo               |
| 세레르어, 월로프어, 만딩카어 | Tama, Tamma         |
| 요루바어                     | Dundun, Gangan      |

## 역사
모래시계 모양의 토킹 드럼은 서아프리카 그리오가 사용한 가장 오래된 악기들 중 일부에 속하며 역사는 와가두 제국, 요루바인 하우사인으로 거슬러 올라간다.

## 종류

### 크기
다양한 크기의 모래시계 모양의 토킹 드럼이 존재하며 민족에 따라 그 드럼의 크기는 다르지만 다음과 같은 공통된 틀이 존재한다.
세레르족, 윌로프족, 만딩카족의 타마(Tama)는 크기가 작은 편이며 총 드럼 길이는 보통 13센티미터, 드럼 헤드의 지름은 7센티미터에 달한다. 같은 구조로 봤을 때 다른 토킹 드럼에 비해 훨씬 더 높은 음높이의 톤을 만들어낸다.
한편 요루바, 다곰바족은 자신들의 루나(Lunna), Dùndún 앙상블에 가장 큰 크기의 드럼 중 일부를 가지고 있는데 길이는 보통 23~38 센티미터, 드럼 헤드의 직경은 10~18 센티미터에 이른다. 요루바의 토킹 드럼 앙상블의 경우 타마(요루바어로 Gangan)와 비슷한 더 작은 토킹 드럼들과 함께 사용한다.

## 참고 문헌
- (프랑스어) Gravrand, Henry, "La civilisation seereer – Pangool, vol. 2, Les Nouvelles Editions Africaines du Senegal, 1990, pp. 40, 48–49, ISBN 2723610551.
- (프랑스어) Gravrand, Henry, "L'Heritage spirituel Sereer: Valeur traditionelle d'hier, d'aujourd'hui et de demain", in Ethiopiques, numéro 31, révue socialiste de culture négro-아프리카ine, 3e trimestre 1982  보관됨 2011-09-01 - 웨이백 머신 (retrieved 7 May 2012)
- (영어) Joof, Alhaji Alieu Ebrima Cham, "Senegambia, the land of our heritage" (1995)
- (프랑스어) Sarr, Alioune, "Histoire du Sine-Saloum" (Sénégal), Introduction, bibliographie et notes par Charles Becker, Bulletin de l'Institut fondamental d'Afrique noire, Tome 46, Serie B, n° 3–4, 1986–1987, p. 42.
- "Drum Telegraphy보관됨 2010-11-15 - 웨이백 머신". TIME, 21 September 1942. Online version accessed 7 November 2006.